# María Trinidad Sánchez
María Trinidad Sánchez Alfonseca, Madre de la Patria, (Santo Domingo, Capitanía General de Santo Domingo; 16 de junio de 1794-Santo Domingo, República Dominicana; 27 de febrero de 1845) fue una separatista dominicana. Confeccionó con la ayuda de Concepción Bona la primera bandera dominicana. Fue víctima del primer crimen político en la historia dominicana.
Trinidad Sánchez fue representante del liderazgo femenino en su época. Transportó pólvora bajo su falda, para cargar municiones durante la batalla separatista que buscaba la separación del pueblo haitiano, ayudando así a que los soldados estuviesen preparados para defenderse y atacar.
María Trinidad Sánchez, fue enterrada el 27 de febrero de 1845.

## Biografía
María Trinidad Sánchez nació en la ciudad de Santo Domingo, Capital General de Santo Domingo, el 16 de junio de 1794. Sus padres fueron Fernando Raimundo Sánchez e Isidora Ramona Alfonseca. Era tía de uno de los padres de la patria, Francisco del Rosario Sánchez.
Trinidad Sánchez se integró a los movimientos conspiradores que surgieron para derrocar el gobierno haitiano y los que posteriormente se formaron en contra de Pedro Santana y sus intereses anexionistas .

### Participación en la gesta independentista
María Trinidad Sánchez formó parte del Movimiento La Trinitaria, a pesar de ser mujer y de tratarse de un tema en ese entonces considerado para hombres. Alojó en su casa a los descendientes del general Pedro Santana, que se escondían del gobierno haitiano.
Trinidad Sánchez organizó y orientó la conspiración del 1844, confeccionando con Concepción Bona, Isabel Sosa y María  de Jesús Pina la  primera bandera dominicana, la cual fue elaborada con todo el orgullo de sus compatriotas en la puerta del Conde el 27 de febrero del 1844.
Mientras los hombres independentistas estaban al frente de la guerra, la noche histórica del 27 de febrero de 1844, ella y otras mujeres fabricaban cartuchos que fueron utilizados por los trinitarios para atacar al gobierno haitiano. Transportó pólvora, bajo su falda, para cargar municiones durante la batalla separatista que buscaba la separación del pueblo haitiano, ayudando así a que los soldados estuviesen preparados para atacar y defenderse.
Fue una de las primeras personas apresadas, al descubrirse la insurrección que intentaba por todos los medios legales que los defensores de la Independencia, que habían salido exiliados del país por Pedro Santana, pudieran volver. Única conocedora del escondite de su sobrino, Francisco del Rosario Sánchez, a quien le llevaba las comunicaciones que le enviaban los demás trinitarios. Jamás lo reveló.
Fue juzgada por un Consejo de Guerra, junto a otros compañeros, que les condenó al fusilamiento. El dictamen del Tribunal dice textualmente que fueron condenados como autores instrumentales de la conspiración considerados hasta el momento, y por haberse negado obstinadamente la primera (María Trinidad Sánchez) a confesar (es decir, a delatar) los principales.
En los interrogatorios se le ofreció la gracia de la vida si denunciaba a sus compañeros, María Trinidad prefirió callar y enfrentarse al pelotón de fusilamiento antes de traicionarlos.
El 27 de febrero de 1845, al cumplirse el primer aniversario de la fundación de la República, se ejecutó la sentencia. María Trinidad Sánchez caminó desde la Fortaleza Ozama hasta el cementerio, donde fue fusilada, y al pasar por la Puerta del Conde exclamó: "Dios mío, cúmplase en mí tu voluntad y sálvese la República”.

## Honores
En su honor se han nombrado escuelas, instituciones, sectores y una de las 31 provincias de la República Dominicana lleva su nombre.
La provincia de María Trinidad Sánchez fue creada por la Ley 5220 del 21 de septiembre de 1959 con el nombre de Julia Molina. El 29 de noviembre de 1961 se cambió el nombre por el actual: María Trinidad Sánchez, honrando a la mártir y tía del prócer Francisco del Rosario Sánchez.
Su muerte fue producto de la fidelidad a los intereses de la soberanía dominicana.